# Жорж Жак Дантон
Жорж Жак Дантон (фр. Georges Jacques Danton; 26 жовтня 1759 — 5 квітня 1794) — один з батьків-засновників Першої французької республіки, співголова клубу кордельєрів, міністр юстиції за часів Французької революції, перший голова Комітету громадського порятунку.

## Біографія й політична діяльність

### Молодість. Адвокат
Народився в родині прокурора бальяжа Арсі Жака Дантона (1722—1762), дитинство провів у селі, навчався в семінарії і в світському пансіоні в Труа, захоплювався культурою античності. Готуючись до адвокатського фаху в Парижі, Дантон ознайомився з літературою XVII і XVIII ст. і брав активну участь в масонському русі. В 1787 році він заплатив за місце адвоката при раді короля, вважаючи тоді ще можливим переворот зверху, та в 1791 році, при ліквідації старих судових посад, Дантон не прийняв в обмін жодної нової, бо хотів цілковито присвятити себе революційній діяльності.

### Початковий етап революції
Уже з 1789 року Дантон активно поширював крайні революційні й республіканські ідеї на різних зборах і клубах, відігравав примітну роль у подіях 14 липня і 5-6 жовтня в заснуванні клубу кордельєрів. Дантон завжди виступав проти двору, міністерств, національних зборів; 17 липня 1791 року він закликав народ на Марсовому полі підписувати петицію про позбавлення влади короля. Після придушення цього руху Дантон тижнів на шість сховався в Англії й повернувся лише перед виборами до законодавчих зборів. У депутати він не потрапив, але став у Парижі проводити підготовку до позбавлення влади короля, то як адміністратор департаменту, то як товариш прокурора Паризької комуни, то проводив роботу в клубах, то серед загонів народного війська — федератів Марселя та Бретані або Entants-Rouges із Сент-Антуанського передмістя.

### Конвент
У ніч з 9 на 10 серпня 1792 року Дантон дав поштовх до утворення нової, більш республіканської генеральної ради комуни, заарештував Манда, наступника Лафаєта в командуванні національною гвардією, й замінив його Сантерром. Після 10 серпня Дантон був призначений міністром юстиції; спираючись на Паризьку комуну, він став вождем у боротьбі проти роялістів всередині й оборони кордонів проти Австрійської монархії та Королівства Пруссія. Вороги Дантона звинувачували його в підкупності, розтратах, організації вересневих вбивств. Перші звинувачення не підтверджуються жодними документами;[джерело?] попередити або зупинити вересневі вбивства Дантон, за власним зізнанням, не відчував себе в силі й поставився до кровопролиття з такою самою байдужістю, як згодом до своєї власної загибелі. Дантон був обраний депутатом у конвент від Парижа і зазнавав різкої критики тут з боку Жиронда за свою попередню діяльність в міністерстві. Він виступав у конвенті за свободу друку, за закони проти емігрантів, за засудження короля, був у свій час головою клубу якобінців та членом першого комітету громадського порятунку.

### Зовнішня політика Дантона
Після перемоги під Жемапе Дантон був посланий національним конвентом до Бельгії для організації завойованої області. Пізніше, намагаючись применшити роздратування, спричинене політикою втручання в сусідні держави, Дантон наполіг в конвенті на рішенні не втручатися у внутрішні справи інших націй (13 квітня 1793 року), не робити ні наступальних воєн, ні завоювань (15 червня 1793 року). Метою подальших дипломатичних зносин і військових озброєнь він ставив мир і визнання республіки іншими державами. Дантон сприяв заміні парламентського правління Жиронди тимчасовою революційною диктатурою комітету громадського порятунку і став вести боротьбу з противниками революції всередині й поза Францією за допомогою революційних трибуналів і колосальних наборів. Період з квітня 1793 по вересень 1793 року — епоха найбільшого впливу Дантона. У зовнішніх зносинах він накреслив цілу систему політики для своїх наступників: у Королівстві Велика Британія підтримувати всі опозиційні елементи проти Пітта, домогтися нейтралітету дрібних держав — Данії-Норвегії, Швеції тощо, спробувати відокремити Прусське та Баварське королівство від коаліції, силою приборкати Сардинське королівство й Іспанську імперію, продовжувати боротьбу проти Австрійської монархії, створюючи їй труднощі на Сході агітацією в Речі Посполитій та Османській імперії.

### Засудження і страта
З часу заснування другого Комітету Громадського порятунку починається перехід влади, з одного боку, до ебертистів, з іншого — до Робесп'єра. Дантон недостатньо протидіяв цьому переходові, часто був відсутній в Парижі й занадто розраховував на свою популярність. Він не схвалював продовження страт, тож його почали звинувачувати в надмірній поблажливості.
Після падіння ебертистів, коли вплив Робесп'єра досяг апогею, 31 березня 1794, Дантона і його друзів було заарештовано за постановою об'єднаних комітетів громадського порятунку та загальної безпеки; це рішення було схвалене конвентом за доповіддю Луї Антуана Сен-Жюста, складеною за начерками Робесп'єра. Процес від самого початку проводився з порушенням усіх формальностей; новою постановою конвенту за пропозицією Луї Антуана Сен-Жюста обвинувачені були прямо поставлені поза звичайними законами. Дантоністи (Каміль Демулен, Еро де Сешель, Фабр д'Еглантін та ін.) звинувачувалася у змові з метою повалення національного представництва й республіки; їх було засуджено й страчено на гільйотині. По дорозі до місця страти Дантон підбадьорював себе словами: «Вперед, Дантоне, ти не повинен знати слабкості!» А проїжджаючи повз будинок, де жив Робесп'єр, Дантон крикнув: «Максиміліане, я чекаю на тебе!»
Кат Дантона Шарль Анрі Сансон засвідчував: «Спочатку на ешафот зійшов Геро де Сешель, а з ним і Дантон, не чекаючи, щоб його покликали. Помічники вже схопили Геро й одягли йому на голову мішок, коли Дантон підійшов, щоб обійняти його, оскільки Геро вже не зміг попрощатися з ним. Тоді Дантон вигукнув: „Дурні! Хіба ви завадите головам поцілуватися в мішку?..“ Ще ніж гільйотини не був очищений, як Дантон вже наблизився; я тримав його і запропонував відвернутися, поки приберуть труп, але Дантон лише презирливо знизав плечима: „Трохи більше або менше крові на твоїй машині, що це важить; не забудь тільки показати мою голову народові; такі голови не кожний день вдається побачити“. Це були його останні слова».

## Вшанування
- У 1891 році паризька міська рада встановила пам'ятник Дантону.
- Драма Георга Бюхнера «Смерть Дантона».
- Анджей Вайда зняв у Франції фільм «Дантон», головну роль в якому зіграв Жерар Депардьє.

## Література

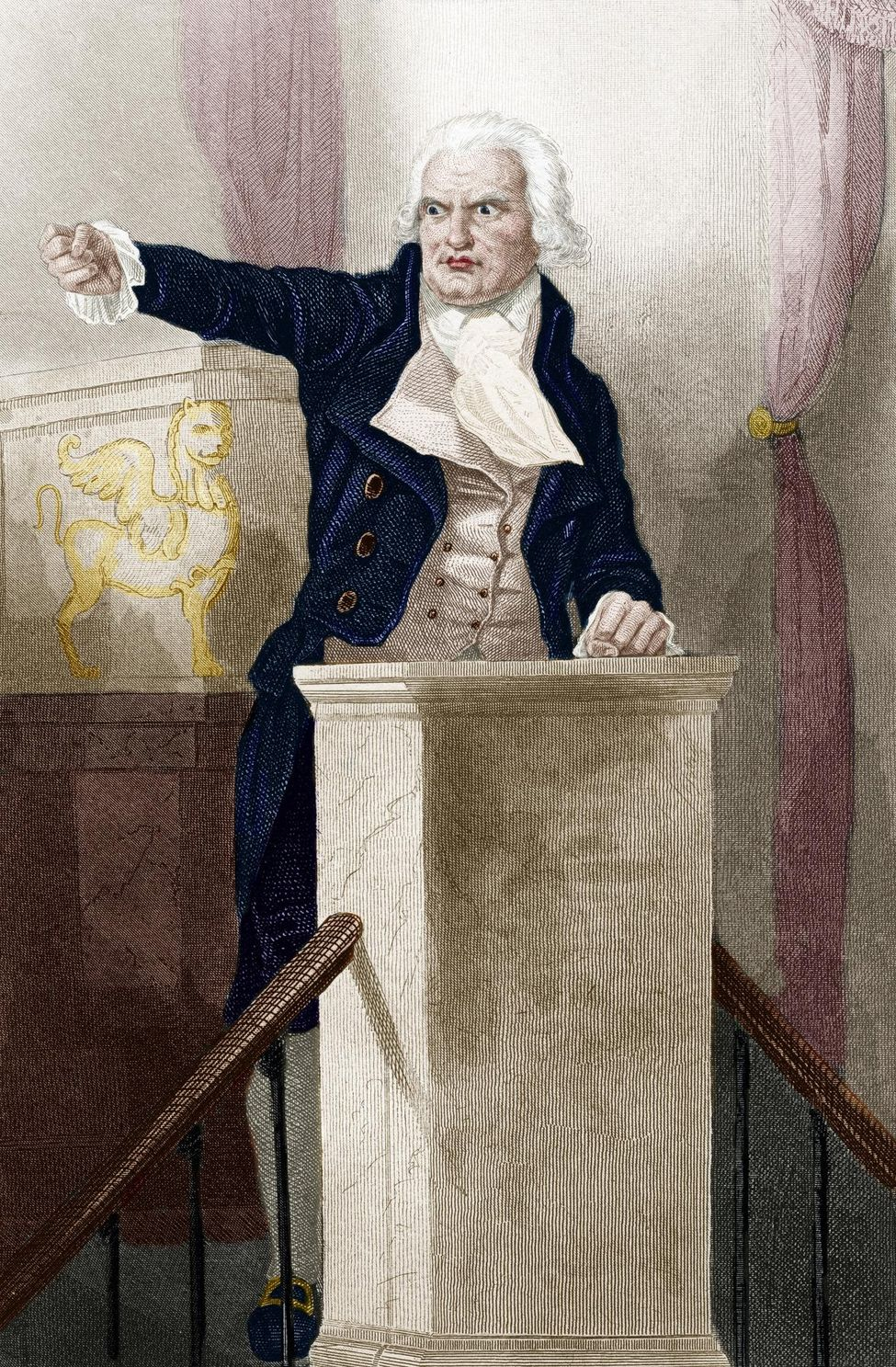
Дантон виступає з промовою, гравюра, 1849